# إد فريندلي
إد فريندلي (بالإنجليزية: Ed Friendly)‏ هو منتج تلفزيوني أمريكي، ولد في 8 أبريل 1922 في نيويورك في الولايات المتحدة، وتوفي في 17 يونيو 2007 في رانشو سنتا في ‏ في الولايات المتحدة.

## وصلات خارجية
- إد فريندلي على موقع IMDb (الإنجليزية)
- إد فريندلي على موقع قاعدة بيانات الفيلم (الإنجليزية)